# Damocloid
Un damocloid este un asteroid, ca și 5335 Damocles sau 1996 PW, care posedă o orbită cu perioadă lungă și mare excentricitate tipică unei comete periodice precum este 1P/Halley, dar care nu prezintă coamă sau coadă.
Obiectul 2001 OG108 fusese mai întâi clasat drept damocloid, dar, la apropierea de periheliu, a început să-și manifeste activitatea cometară și, prin urmare, a fost redesemnat ca fiind « Cometa C/2001 OG108 (LONEOS) ».
Se crede că damocloizii își au originea în Norul lui Hills sau Norul lui Oort.
La sfârșitul lui 2006, erau repertoriați 35 de damocloizi. Raza lor medie este de 8 km. Albedoul a patru dintre ei a fost măsurat, sunt printre cele mai întunecate corpuri astronomice din Sistemul Solar, culorile lor „bat” spre roșu, dar nu atât ca obiectele din KBO nici ca obiectele centaurii. 

## Caracteristici
Astronomul japonez Akimasa Nakamura a definit pentru prima dată acest grup de obiecte indicând criteriile de includere.
Un asteroid, pentru a fi definit ca fiind damocloid, trebuie să aibă determinate caracteristicile orbitale:
- o excentricitate superioară lui 0,75 sau o înclinație retrogradă (peste 90°);
- un periheliu intern în orbita lui Jupiter;
- o semiaxă majoră de 8 u.a.;
- un parametru Tisserand inferior lui 2.

## Câțiva damocloizi cunoscuți
| Numărul | Numele sau desemnarea provizorie |
| ------- | -------------------------------- |
| 5335    | Damocles                         |
| 20461   | Dioretsa                         |
| -       | 1999 XS35                        |
| -       | 2008 JS14                        |